# Domeyrot
Domeyrot ist eine Gemeinde in Frankreich. Sie gehört zur Region Nouvelle-Aquitaine, zum Département Creuse, zum Arrondissement Aubusson und zum Kanton Gouzon. 
Im Westen des Gemeindegebietes verläuft der Fluss Verraux. Domeyrot grenzt im Nordwesten und im Norden an Clugnat, im Osten an Saint-Silvain-sous-Toulx, im Südosten an La Celle-sous-Gouzon und im Süden und Südwesten an Parsac.

## Bevölkerungsentwicklung
| Jahr      | 1962 | 1968 | 1975 | 1982 | 1990 | 1999 | 2008 | 2013 |
| --------- | ---- | ---- | ---- | ---- | ---- | ---- | ---- | ---- |
| Einwohner | 287  | 455  | 365  | 292  | 246  | 215  | 223  | 223  |